# 1505 en musique classique
| \| • Retour à la chronologie générale de la musique classique • \| |
| Grèce • Rome • Haut Moyen Âge • VIIIe siècle • IXe siècle • Xe siècle • XIe siècle XIIe siècle • XIIIe siècle • XIVe siècle • XVe siècle • XVIe siècle • XVIIe siècle XVIIIe siècle • XIXe siècle • XXe siècle • XXIe siècle |
| • Retour à la chronologie générale de la musique classique • |

| Années en musique classique : 1502 - 1503 - 1504 - 1505 - 1506 - 1507 - 1508    |
| Décennies en musique classique : 1470 - 1480 - 1490 - 1500 - 1510 - 1520 - 1530 |

## Événements
- Le compositeur Josquin des Prés devient prieur de l’église Notre-Dame à Condé, alors dépendant de la Bourgogne.

## Naissances

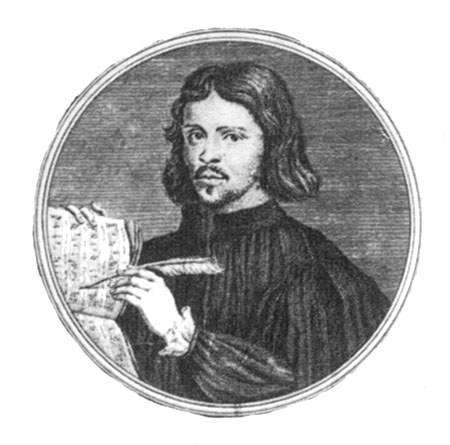
Thomas Tallis

- 30 janvier : Thomas Tallis, compositeur anglais († 23 novembre 1585).

Vers 1505 :
- Antoine Barbe, compositeur franco-flamand († 2 décembre 1564).
- Jacquet de Berchem, compositeur franco-flamand († 2 mars 1567).
- Thomas Créquillon, compositeur franco-flamand († vers 1557).
- Joannes de Latre, compositeur franco-flamand († 31 août 1569).
- Matthæus Le Maistre, compositeur et maître de chapelle franco-flamand († mars 1577).
- Girolamo Scotto, imprimeur italien, compositeur, homme d'affaires et libraire († 3 septembre 1572).

## Décès
- Adam von Fulda, compositeur et théoricien de la musique allemand (° vers 1445).
- Francisco de la Torre, compositeur espagnol (° vers 1460).

Vers 1505 :
- Jacob Obrecht, compositeur néerlandais (° vers 1457).